# 9.º governo da Monarquia Constitucional
O 9.º governo da Monarquia Constitucional, ou 4.º governo do Setembrismo, nomeado a 10 de agosto de 1837 e exonerado a 18 de abril de 1839, foi presidido pelo visconde de Sá da Bandeira, se bem que o cargo de presidente do Conselho de Ministros ainda não estava juridicamente definido.
A sua constituição era a seguinte:
| Cargo                                                                   | Detentor | Detentor                                                | Período                                       |
| ----------------------------------------------------------------------- | -------- | ------------------------------------------------------- | --------------------------------------------- |
| Presidente do Conselho de Ministros                                     |          | Visconde de Sá da Bandeira (não empossado) (1795–1876)  | 10 de agosto de 1837 a 14 de outubro de 1837  |
| Presidente do Conselho de Ministros                                     |          | Visconde de Sá da Bandeira (1795–1876)                  | 14 de outubro de 1837 a 18 de abril de 1839   |
| Ministro e Secretário de Estado dos Negócios do Reino                   |          | Júlio Gomes da Silva Sanches (1803–1866)                | 10 de agosto de 1837 a 9 de março de 1838     |
| Ministro e Secretário de Estado dos Negócios do Reino                   |          | João de Oliveira (interino) (1788–1852)                 | 9 de março de 1838 a 22 de março de 1838      |
| Ministro e Secretário de Estado dos Negócios do Reino                   |          | António Fernandes Coelho (1807–1886)                    | 22 de março de 1838 a 18 de abril de 1839     |
| Ministro e Secretário de Estado dos Negócios Eclesiásticos e de Justiça |          | José Alexandre de Campos (1794–1850)                    | 10 de agosto de 1837 a 9 de março de 1838     |
| Ministro e Secretário de Estado dos Negócios Eclesiásticos e de Justiça |          | João de Oliveira (interino) (1788–1852)                 | 9 de março de 1838 a 22 de março de 1838      |
| Ministro e Secretário de Estado dos Negócios Eclesiásticos e de Justiça |          | Manuel Duarte Leitão (interino) (1787–1856)             | 22 de março de 1838 a 22 de agosto de 1838    |
| Ministro e Secretário de Estado dos Negócios Eclesiásticos e de Justiça |          | António Fernandes Coelho (interino) (1807–1886)         | 22 de agosto de 1838 a 18 de abril de 1839    |
| Ministro e Secretário de Estado dos Negócios da Fazenda                 |          | João de Oliveira (1788–1852)                            | 10 de agosto de 1837 a 17 de abril de 1838    |
| Ministro e Secretário de Estado dos Negócios da Fazenda                 |          | Manuel António de Carvalho (interino) (1785–1858)       | 17 de abril de 1838 a 18 de abril de 1839     |
| Ministro e Secretário de Estado dos Negócios da Guerra                  |          | Visconde de Bóbeda (1777–1838)                          | 10 de agosto de 1837 a 30 de outubro de 1837  |
| Ministro e Secretário de Estado dos Negócios da Guerra                  |          | Francisco Pedro Celestino Soares (interino) (1791–1873) | 30 de outubro de 1837 a 9 de novembro de 1837 |
| Ministro e Secretário de Estado dos Negócios da Guerra                  |          | Barão do Bonfim (interino) (1787–1862)                  | 9 de novembro de 1837 a 9 de março de 1838    |
| Ministro e Secretário de Estado dos Negócios da Guerra                  |          | Visconde de Sá da Bandeira (interino) (1795–1876)       | 9 de março de 1838 a 17 de abril de 1838      |
| Ministro e Secretário de Estado dos Negócios da Guerra                  |          | Conde do Bonfim (1787–1862)                             | 17 de abril de 1838 a 18 de abril de 1839     |
| Ministro e Secretário de Estado dos Negócios da Marinha e Ultramar      |          | Visconde de Sá da Bandeira (não empossado) (1788–1841)  | 10 de agosto de 1837 a 9 de novembro de 1837  |
| Ministro e Secretário de Estado dos Negócios da Marinha e Ultramar      |          | Visconde de Bóbeda (interino) (1777–1838)               | 10 de agosto de 1837 a 25 de outubro de 1837  |
| Ministro e Secretário de Estado dos Negócios da Marinha e Ultramar      |          | João de Oliveira (interino) (1788–1852)                 | 25 de outubro de 1837 a 9 de novembro de 1837 |
| Ministro e Secretário de Estado dos Negócios da Marinha e Ultramar      |          | Barão do Bonfim (1787–1862)                             | 9 de novembro de 1837 a 9 de março de 1838    |
| Ministro e Secretário de Estado dos Negócios da Marinha e Ultramar      |          | Visconde de Sá da Bandeira (interino) (1795–1876)       | 9 de março de 1838 a 18 de abril de 1839      |
| Ministro e Secretário de Estado dos Negócios Estrangeiros               |          | Manuel de Castro Pereira (1778–1863)                    | 10 de agosto de 1837 a 9 de novembro de 1837  |
| Ministro e Secretário de Estado dos Negócios Estrangeiros               |          | Visconde de Sá da Bandeira (1795–1876)                  | 9 de novembro de 1837 a 18 de abril de 1839   |